# Licet ab initio
Licet ab initio (Textanfang, lateinisch für Auch wenn zu Beginn…) heißt die Apostolische Konstitution vom 21. Juli 1542, die durch Papst Paul III. veröffentlicht wurde. Sie ist das Gründungsdokument der Congregatio Romanae et universalis Inquisitionis, aus der später die heutige Glaubenskongregation wurde.

## Entstehung und Hintergrund
Mit dem Dokument gab Papst Paul III. dem Druck eines Teiles der Römische Kurie nach, der mit Besorgnis die Ausbreitung von Irrlehren auf der Italienischen Halbinsel verfolgte. Die Veröffentlichung des Dokumentes geschah ein Jahr nach dem gescheiterten Regensburger Religionsgespräch zwischen Katholiken und Protestanten. Bis dahin hatte man unter den Kardinälen gehofft, dass mit den Mitteln von Überzeugung und Logik eine Rückkehr zur Einheit der Christen möglich sei. Licet ab initio ist Ausdruck der Auffassung, dass ein noch entschiedeneres Vorgehen gegen jede Form von Irrlehre nötig sei. Dieser Ansicht war vor allem Kardinal Giampietro Carafa. Papst Paul III. setzte eine Kommission von sechs Kardinälen ein, die „Commissarii et Inquisitores Generales“ genannt wurden. Sie bestand aus Giampietro Carafa (dem späteren Papst Paul IV.), Juan Álvarez y Alva de Toledo, Pietro Paolo Parisio, Bartolomeo Guidiccioni, Dionisio Neagrus Laurerio und Tommaso Badia.

## Aufgaben und Befugnisse der neuen Inquisition
Aufgabe dieser Kardinalskommission war die Bekämpfung der Häresie, die Neuorganisation und Koordination der Gerichte der Inquisition. Die Kardinäle konnten im Bereich der katholischen Kirche gegen jede Art von Irrlehre und ihre Anhänger vorgehen. Sie hatten die Befugnis, überall das Endurteil – die Verhängung der Todesstrafe eingeschlossen – zu sprechen. Die Kommission wurde ermächtigt, bei Notwendigkeit auch die Hilfe der weltlichen Herrschaft in Anspruch nehmen zu können. Wo immer es notwendig erschien, konnten die Kardinäle Inquisitoren ernennen. Die Kommission war die Berufungsinstanz gegen Urteile anderer Gerichte.

## Gegen die Ketzer
Es wurde erstmals das Verfahren gegen Ketzer geregelt. Denn der Papst sah in jedem Ketzer einen möglichen „Empörer und Zerstörer“ kirchlicher Autorität. Er schuf damit – nach dem Vorbild der in Spanien bereits bekannten Inquisition – ein Gericht, das überall wirken durfte und sollte, wo die katholische Kirche Macht und Einfluss besaß.

## Zusammensetzung und Arbeit
Papst Paul III. selbst war Leiter der Inquisition, als seinen Stellvertreter zum Obersten Inquisitor setzte er Kardinal Giovanni Pietro Carafa, der später als Papst Paul IV. das Pontifikat übernehmen sollte, ein. Mit fünf weiteren Kardinälen bildeten diese das Richterkollegium des höchsten Tribunals der katholischen Kirchen. Gegen ihre Entscheidung gab es weder Einspruch noch Berufung, Anklage führen konnte jedermann.